# 第百六十六号哨戒特務艇
第百六十六号哨戒特務艇（だいひゃくろくじゅうろくごうしょうかいとくむてい）は、日本海軍の特務艇（哨戒特務艇）。第一号型哨戒特務艇の1隻だが、特務艇類別等級別表に登載されていない。戦時中、被爆し沈没した。

## 艇歴
マル戦計画の特務艇、第2121号艦型の166番艇、仮称艦名第2286号艦として計画。1945年5月5日、第百六十六号哨戒特務艇と命名され、本籍を佐世保鎮守府と仮定。6月7日、船体概成により林兼重工業株式会社から佐世保海軍工廠へ引き渡し。7月23日竣工し、本籍を佐世保鎮守府に定められ、羅津方面特別根拠地隊に編入。7月25日、羅津方面特別根拠地隊は元山方面特別根拠地隊に改編。8月12日、浦崎南西で空襲を受け被爆し沈没した。
1947年5月3日、第百六十六号哨戒特務艇は海軍編制の廃止に伴い除籍された。